# Scrobipalpa divisella
Scrobipalpa divisella is een vlinder uit de familie tastermotten (Gelechiidae). De wetenschappelijke naam is voor het eerst geldig gepubliceerd in 1936 door Rebel.
De soort komt voor in Europa.